# شبنة
شبنة، حي حديث شمال مدينة بنغازي، ليبيا بدا في الظهور سنة 1990 يحده كل من أحياء حي السلام والوحيشي وبو عطني وحي الدولار وتنقشم شبنة إلى:
- شبنة أ
- شبنة ب
- شبنة ج
- شبنة د

ويحتوي الحي علي عدة محطات وقود وعلي مقلب النفايات(الرابش) ويحتوي على الات حفريه كبيره وصغيره وكثيره للإيجار أو للبيع أو للخدمه ويوجد اشتراكيات {مكان لبيع الخيم ادوات المناسبات}كثيرة ويوجد عدة مولات كبيرة تشتهر بغلو اسعارها وهي منطقة ترابية لا يوجد بها الكثير من المرافق

## شبنة خلال الحرب العالمية الثانية
كانت شبنة خلال الحرب العالمية الثانية عبارة عن مناطق صحراوية اقام بها الجيش الإيطالي عدة معسكرات اثناء الحرب العالمية الثانية وفترة الاستعمار الإيطالي لليبيا.

## شبنة في العصر الحديث ما بين حروب الماضي وإهمال الحاضر
لا توجد أحداث كثيرة مرت عدا أن تنظيم تنظيم الدولة الإسلامية (داعش) احتل أحد معسكراتها لفترة قصيرة إلي أن استعادها قوات الجيش الوطني الليبي.